# Wasa-Nordsjö Ångbåts Ab
Wasa-Nordsjö Ångbåts Ab, även kallat Nordsjöbolaget, var ett finländskt rederi. 
Rederiet grundades 1873 av köpmän och industriidkare i Vasa för trafik mellan Österbotten och Hull samt senare Lübeck. Efter tidvis konkurrens med brittiska rederier och Finska Ångfartygs Ab (grundat 1883) inleddes samarbete med det sistnämnda, som 1916 övertog aktiemajoriteten i Wasa-Nordsjö Ångbåts Ab. De två bolagen fusionerades 1926. Wasa-Nordsjö Ångbåts Ab hade då 21 egna ångare, av dem åtta nybyggen för bolagets räkning. Fem fartyg förlorades i haverier och ytterligare tre gick förlorade i krigshandlingar under första världskriget. Wasa-Nordsjö Ångbåts Ab:s flotta bestod av kombinerade last- och passagerarfartyg samt rena lastfartyg.

## Rederier
1. ↑  Thure Malmberg: Wasa-Nordsjö Ångbåts Aktiebolag i Uppslagsverket Finland (webbupplaga, 2012). CC-BY-SA 4.0